# Аш-Шахри, Фаузи
Фаузи́ аш-Шахри́ (араб. فوزي الشهري‎, англ. Fouzi ash-Shehri; род. 15 мая 1980, Саудовская Аравия) — саудовский футболист, защитник. Выступал за сборную Саудовской Аравии. Участник чемпионата мира 2002 года.

## Карьера

### Клубная
Профессиональную карьеру начал в 1998 году в клубе «Аль-Кадисия» из Эль-Хубара. В 2000 году перешёл в клуб «Аль-Ахли» из Джидды, в котором играет по сей день, завоевав за это время вместе с командой по 2 раза Кубок наследного принца Саудовской Аравии и Кубок Саудовской федерации футбола, по 1-му разу Кубок принца Фейсала и Клубный кубок чемпионов Персидского залива, а также став в составе команды победителем Турнира принца Фейсала бин Фахада для арабских клубов.

### В сборной
В составе главной национальной сборной Саудовской Аравии выступал c 1999 по 2002 год. Участник чемпионата мира 2002 года, на котором сыграл 2 матча в основном составе: против сборной Камеруна и сборной Ирландии. Вместе с командой доходил до финала Кубка Азии в 2000 году, а также становился обладателем Кубка арабских наций и Кубка наций Персидского залива.

## Достижения
Финалист Кубка Азии: (1)
- 2000

Обладатель Кубка арабских наций: (1)
- 2002

Обладатель Кубка наций Персидского залива: (1)
- 2002

Обладатель Кубка наследного принца Саудовской Аравии: (2)
- 2001/02, 2006/07

Обладатель Кубка Саудовской федерации футбола: (2)
- 2000/01, 2001/02

Обладатель Кубка принца Фейсала: (1)
- 2006/07

Победитель Турнира принца Фейсала бин Фахада для арабских клубов: (1)
- 2001/02

Обладатель Клубного кубка чемпионов Персидского залива: (1)
- 2002